# Tomasz Judym
Tomasz Judym – fikcyjna postać literacka, główny bohater powieści Stefana Żeromskiego pt. „Ludzie bezdomni”.

## Charakterystyka
Z zawodu lekarz, na początku utworu przedstawiony jako dwudziestosześcio- lub dwudziestoośmioletni absolwent studiów medycznych.
Cechuje go postawa aktywności w zachowaniu, co uwidacznia się przy odczytaniu referatu dotyczącego higieny, w którym pokazał wytyczne dla innych lekarzy. Wywodził się z biednej rodziny, co było przyczyną jego kompleksów i zarazem uwielbienia dla manier i wyglądu kobiet z wyższych sfer.
Stefan Żeromski kreuje go na postać rozdartą: z jednej strony nieobojętną na otaczającą go nędzę i biedę, a z drugiej strony borykającą się z własnymi problemami miłosnymi. Rozdarcie to jest zarazem jawnym symbolem ścierania i wzajemnego przenikania sfer i idei epok romantyzmu i pozytywizmu. Judym bowiem wierzy w wielkość nauki, altruizm oraz idee pozytywistycznego organicyzmu i pracy u podstaw, jednak, nie znajdując uznania i zrozumienia ze strony innych lekarzy, niczym romantyczny indywidualista buntuje się wobec panującego stanu rzeczy. Tym samym godzi się na wyobcowanie i samotność. Do zachwiania równowagi duchowej głównego bohatera przyczynia się też postać Joanny Podborskiej. Przeżywający konflikt tragiczny Judym mimo szczerej miłości do niej dochodzi do wniosku, iż szczęście wynikające z miłości i posiadania rodziny znieczuli go na cudze cierpienie.
Po wyjeździe do Zagłębia Dąbrowskiego lekarz na własne oczy widzi ciężkie warunki pracy górników. Przeświadczony o konieczności pomocy innym bohater przeżywa równocześnie coraz większy ból spowodowany rozłąką z ukochaną. Na końcu książki dokonuje ostatecznego wyboru – rezygnuje z osobistego szczęścia i porzuca Joannę, aby móc w całości poświęcić swoje życie potrzebującym.

## Analiza
W literaturoznawstwie Judym traktowany jest zwykle jako działacz społeczny ektremalnie skupiony na misji ulepszania świata. Jego działania są zakorzenione w kompleksie niższości, zrodzonym i rozwiniętym na fundamencie dysfunkcyjnego wychowania z ojcem alkoholikiem, a później z ciotką, prostytutką. Niechęć do rodzinnego dziedzictwa czyni z Judyma człowieka głęboko wypartego emocjonalnie, niezdolnego do radzenia sobie z życiem i relacjami uczuciowymi. Zrozumienie tych trudności pomaga czytelnikowi dostrzec wyobcowanie i motywacje bohatera, które chciałby uznać za „spłatę długu” wobec grupy społecznej, z której pochodzi.

## Źródła
1. ↑  Dorota Samborska-Kukuć, Syndrom Charouska. Tomasza Judyma problemy z tożsamością, „Acta Universitatis Lodziensis. Folia Litteraria Polonica”, 33 (3), 2017, s. 155–170, DOI: 10.18778/1505-9057.33.07, ISSN 2353-1908 [dostęp 2022-03-30].